# منتخب العراق لكأس فيد
منتخب العراق لكأس فيد هو ممثل العراق الرسمي في كرة المضرب في كأس فيد
.